# 松永二三男
松永 二三男（まつなが ふみお、1951年4月18日 - ）は、日本のフリーアナウンサー。元日本テレビアナウンサー。

## 経歴
新潟県見附市生まれ。見附市立見附中学校、新潟県立長岡高等学校、明治大学政治経済学部政治学科卒業。1974年、アナウンサーとして日本テレビに入社。同期には楠田枝里子がいる。
初レギュラーは『おはよう!こどもショー』の「実況中継のお兄さん」。入社当初はスポーツ中継を主に担当し『全日本プロレス中継』（ジャイアント馬場、ジャンボ鶴田らの試合）の実況、『独占!!スポーツ情報』の初代司会。スポーツ中継から退いた1990年代以降はバラエティ番組の司会や報道番組のキャスターとしても活動した。
1983年から約3年イギリスのBBCの海外放送本部日本語部部員として赴任。
1987年、イタリアのローマで開催された第2回世界陸上競技選手権の女子走高跳で、ステフカ・コスタディノヴァ（ ブルガリア）が当時の世界新記録（2m09）を達成した場面やカール・ルイス、セルゲイ・ブブカらの実況を担当したり、事前取材などを務めた。
1988年ソウルオリンピックではジャパンコンソーシアムの実況メンバーに選ばれた。レスリングでは日本選手が金メダル2個獲得したが、いずれの試合も実況を務めた。また、男子マラソン、重量挙げ、ボクシングの実況も担当した。
2003年にコンテンツ事業局ビジネス事業部へ異動。企画開発担当部長、副参与を歴任。
2011年、60歳を迎え日本テレビを定年退職し、フリーとなる。
2014年4月、北野大の紹介で淑徳大学人文学部表現学科教授に就任し、約4年間放送表現の講義を担当した。

## 人物
趣味は映画・演劇の鑑賞。
1964年、見附中学1年の時に地元で新潟地震に遭遇した。
1980年5月2日、倉持隆夫がアブドーラ・ザ・ブッチャーVSザ・シークにおいて、シークに額を切り裂かれ実況不能となるという前代未聞のアクシデントが起こった際、リングサイドリポーターであった松永がインタビュー用のマイクを使用して実況を引き継いだ。倉持がシークに襲われた瞬間、松永は「倉持アナウンサーの額が割れた!」と絶叫している（試合は未放送）。後に松永は、「ブッチャーVSシークをそのまま放送していたら全日本プロレス中継の番組存続の危機だった」と語っている。松永は「'83世界最強タッグ決定リーグ戦」まで『全日本プロレス中継』の実況を担当した。
アナウンス副部長時代に『スーパージョッキー』の「熱湯コマーシャル」出演時、かつての部下である大神いずみが水着になるのを拒否して泣き出した時、「私が代わりにやります!」と藤井恒久と金子茂の3名で代役を引き受けた。
楠田枝里子をよく知る人物として、楠田が取り上げられた『中居正広の金曜日のスマたちへ』「金スマ波瀾万丈」（2010年1月29日放送）にVTR出演した。
フリー転身後の2011年6月からは、八神純子の日本凱旋公演の司会・総合プロデュースを務めた。また、2012年4月からは『ラジオ日本ジャイアンツナイター』のない日曜に冠番組『松永二三男の夕ラジ』を担当した。

## 出演番組
報道・情報番組
| 期間          | 期間          | 番組名                              | 役職                                                                                       | 担当日     |
| ------------- | ------------- | ----------------------------------- | ------------------------------------------------------------------------------------------ | ---------- |
| 1979年4月8日  | 1983年9月25日 | 独占!!スポーツ情報                  | キャスター                                                                                 | 日曜日     |
| 1987年4月     | 1988年3月     | NNN朝のニュース                     | キャスター                                                                                 | 月曜日     |
| 1987年4月     | 1988年3月     | NNNスポーツニュース                 | キャスター                                                                                 | 休日       |
| 1988年4月4日  | 1993年4月1日  | NNNきょうの出来事                   | スポーツキャスター                                                                         | 月～木曜日 |
| 1993年4月5日  | 1996年3月29日 | NNN昼のニュース                     | キャスター                                                                                 | 平日       |
| 1996年4月1日  | 1998年4月6日  | NNNニュースダッシュ                 | キャスター                                                                                 | 平日       |
| 1998年4月7日  | 2001年3月30日 | ルックルックこんにちは              | 司会                                                                                       | 平日       |
| 2010年1月29日 | 2010年1月29日 | 中居正広の金曜日のスマたちへ（TBS） | 『金スマ波瀾万丈』VTR出演 ※番組出演当時は、同局（日本テレビ）社員の肩書きにてVTRとして出演 | 金曜日     |

バラエティ番組・その他（フリー転身後も含めて）
- 全日本プロレス中継（1976年 - 1983年） - 実況担当[7]
- 逆転クイズ　スーパービンゴ（1980年11月 - 1981年3月) - ナレーター
- 投稿!特ホウ王国（1994年5月 - 1997年9月）
- スーパークイズスペシャル（1997年 - 1999年） - 問題出題（顔出しで出演したこともある）
- あなたと日テレ（1998年1月 - 3月） - 司会
- 壮絶バトル!花の芸能界（特番：1998年12月 - 2002年9月、レギュラー放送：2003年1月 - 9月） - 司会
- 冒険家族クイズ2001（特番：2001年9月19日） - 冒険隊長
- 松永二三男の夕ラジ（2012年4月 - 2013年）ラジオ日本） - メインパーソナリティ

## 出演映画
- 学校III（1998年、松竹）
- ガメラ3 邪神覚醒（1999年、大映） - 臨時ニュースのアナウンサー 役
- 十五才 学校IV（2000年、松竹）